# Улянівка (Дубенський район)
Уля́нівка — село в Україні, у Млинівській селищній громаді Дубенського району Рівненської області. Населення становить 68 осіб.

## Географія
Село розташоване на лівому березі річки Козин.

## Історія
7 (20) листопада 1917 року, відповідно до Третього Універсалу Української Центральної Ради, увійшло до складу Української Народної Республіки.
12 червня 2020 року, відповідно до розпорядження Кабінету Міністрів України № 722-р від «Про визначення адміністративних центрів та затвердження територій територіальних громад Рівненської області», увійшло до складу Млинівської селищної громади.
19 липня 2020 року, в результаті адміністративно-територіальної реформи та ліквідації Млинівського району, село увійшло до складу Дубенського району.